# Denise Burton
Denise Burton-Cole née le 24 janvier 1956 à Leeds, est une coureuse cycliste professionnelle anglaise.

## Biographie
Sa mère est Beryl Burton (dix fois championne de Grande-Bretagne sur route) qu'elle a du battre de quelques longueurs en 1976, pour devenir elle même championne de Grande-Bretagne sur route.

## Palmarès sur route
- 1972
  - 23e de la course en ligne des championnats du monde de cyclisme sur route 1972
- 1973
  - 2e des championnats de Grande-Bretagne de cyclisme sur route
- 1975
  - 2e des championnats de Grande-Bretagne de cyclisme sur route
  - 12e de la course en ligne des championnats du monde de cyclisme sur route 1975
- 1976
  -  Championne de Grande-Bretagne sur route
  - 19e de la course en ligne des championnats du monde de cyclisme sur route 1976
- 1977
  - 10e de la course en ligne des championnats du monde de cyclisme sur route 1977
- 1978
  - 2e des championnats de Grande-Bretagne de cyclisme sur route
- 1985
  - 2e dU Tour de l'Aude cycliste féminin

## Championnats nationaux
- 1975
  -  Championne de poursuite
- 1977
  - 2e de la poursuite
- 1978
  - 2e de la poursuite